# چاینا میه‌ویل
چاینا میه‌ویل (انگلیسی: China Miéville؛ زادهٔ ۶ سپتامبر ۱۹۷۲) نویسنده داستان کوتاه و رمان‌نویس اهل بریتانیا است.
وی همچنین برندهٔ جوایزی همچون جایزه آرتور سی. کلارک و جایزه ادبی هوگو برای بهترین رمان شده‌است.

## آثار در زبانِ فارسی
چند کتاب از میه‌ویل به فارسی ترجمه و منتشر شده است. از این جمله‌اند:
- شهر و شهر
- اکتبر